# C4

heksogen – wzór strukturalny

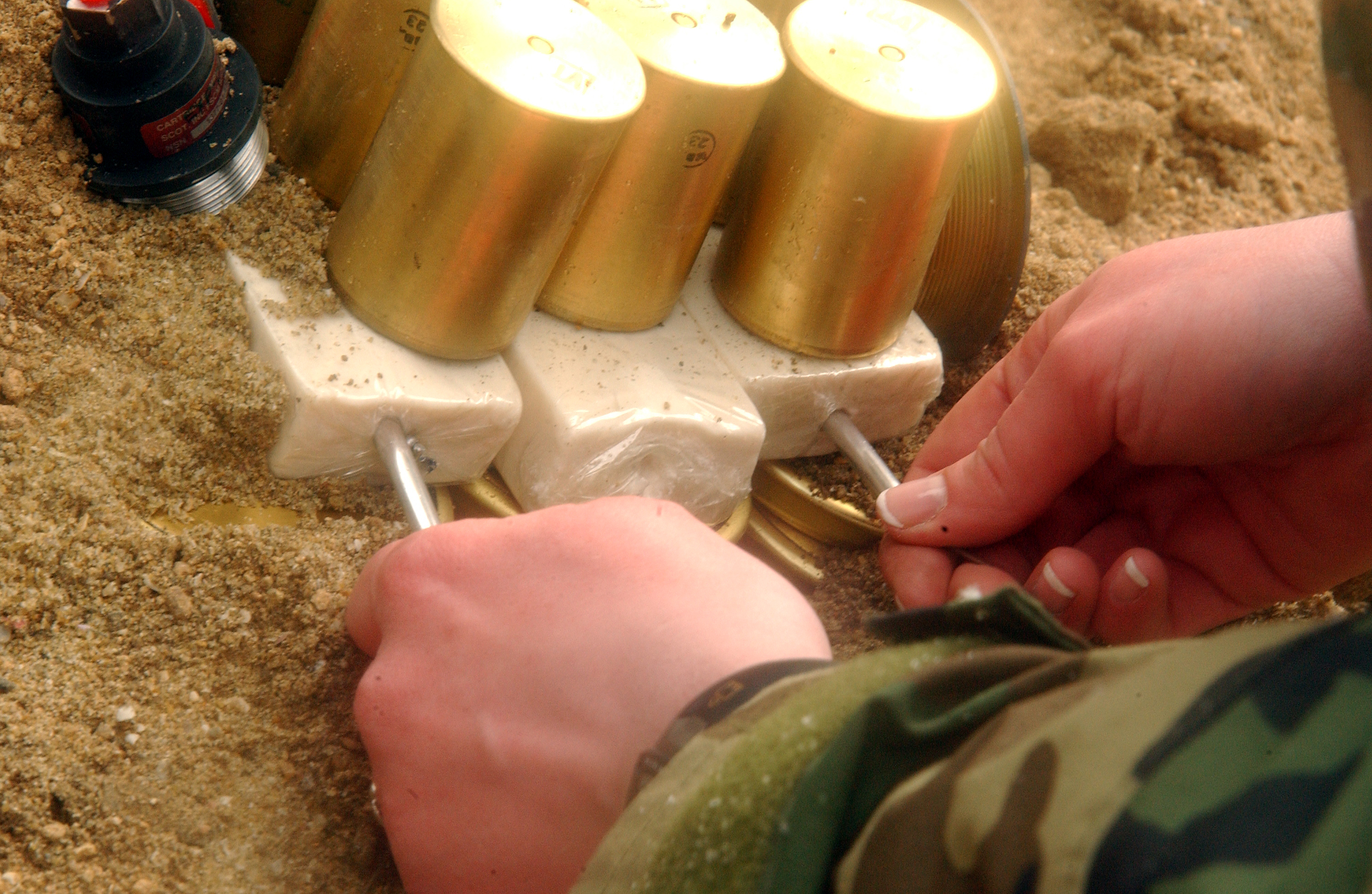
Uzbrajanie ładunku C4

C4 (Composition 4) – rodzaj plastycznego materiału wybuchowego. Składa się z właściwego materiału wybuchowego, spoiwa, masy plastycznej i (w ostatnich czasach) substancji znakujących. Materiałem wybuchowym w C4 jest heksogen (heksahydro-1,3,5-trinitro-1,3,5-triazyna), który stanowi ponad 90% masy C4. Spoiwem jest poliizobutylen (ok. 2%), a plastyfikatorem jest sebacynian di(2-etyloheksylu) (ok. 5%). Dodaje się również niewielkie ilości (ok. 1,5%) oleju silnikowego. Czasem jako spoiwo stosowany jest adypinian dioktylu (DOA). W USA substancją znakującą jest DMDNB (2,3-dimetylo-2,3-dinitrobutan). 
C4 uzyskuje się z mieszaniny roztworu heksogenu (RDX) ze spoiwem rozpuszczonym w rozpuszczalniku. Rozpuszczalnik jest następnie usuwany, a mieszanina jest filtrowana i osuszana. Końcowy produkt to biaława substancja o konsystencji miękkiej glinki. C4 jest udoskonaleniem substancji wybuchowych z czasów II wojny światowej, w których heksogen był mieszany z olejami mineralnymi lub lecytyną, w celu uzyskania charakterystyki plastycznych materiałów wybuchowych. Mieszaniny te miały jednak pewne wady, których nie ma C4.
C4 jest obok C, C2 i C3 jednym z wielu materiałów wybuchowych wynalezionych w latach 60. XX wieku. Różnice między nimi polegają na różnej zawartości heksogenu. Litera „C” jest skrótem od ang. composition, czyli „skład”. Stąd czasem spotykane oznaczenie Composition 4. Z kolei samo słowo composition jest używane do oznaczania także stałych materiałów wybuchowych np. Composition A czy Composition B, stąd dla odróżnienia od plastycznego C4 stosuje się oznaczenie Composition C-4.
C4 jest znany głównie ze swej dużej plastyczności umożliwiającej wepchnięcie go w szczelinę w murze, czy nadanie mu dowolnego pożądanego kształtu. Zaletą C4 jest też jego niezawodność i wytrzymałość. Materiał można zdetonować tylko przy pomocy detonatora lub spłonki, gdyż jest niewrażliwy na przestrzelenie pociskiem, uderzenie, cięcie, czy podpalenie.
C4 jest także używany jako ładunek pośredni przy detonacji materiałów wybuchowych trudnych do pobudzenia. Ze względu na swoją plastyczność oklejany jest (w niewielkich ilościach) wokół ładunków innego rodzaju. Takie pobudzenie słabszych materiałów wybuchowych pozwala znacznie efektywniej wykorzystać ich siłę.